# 탈해로
탈해로(Talhae-ro)는 대한민국의 경상북도 경주시 동천동 중심부를 연결하는 도로이다.
과거 알천길이었으나, 2009년 12월 11일 도로명 주소 사업에 인해 탈해로로 지정되었다.

## 노선 경로
| 삼거리 명칭 미상 | 알천북로 |                     |
| 석탈해왕릉삼거리 | 산업로   | 포항 방향 울산 방향 |

## 주요 건물 및 시설
- 사랑채빌 - 경상북도 경주시 탈해로 10
- 코리아통신공사 - 경상북도 경주시 탈해로 12
- 현대하우스 - 경상북도 경주시 탈해로 17
- 아세아센스빌 - 경상북도 경주시 탈해로 18
- 스마일빌 - 경상북도 경주시 탈해로 19-3
- S클래스하이츠빌 - 경상북도 경주시 탈해로 19-4, 21
- 센스빌 - 경상북도 경주시 탈해로 20-4
- 진왕종합건설 - 경상북도 경주시 탈해로 22
- 백암빌딩 - 경상북도 경주시 탈해로 26
- 심산원룸 - 경상북도 경주시 탈해로 43
- 경주시민교회 - 경상북도 경주시 탈해로 45
- 다인빌 - 경상북도 경주시 탈해로 51, 53
- 동천파출소 - 경상북도 경주시 탈해로 65